# Adrian Newey

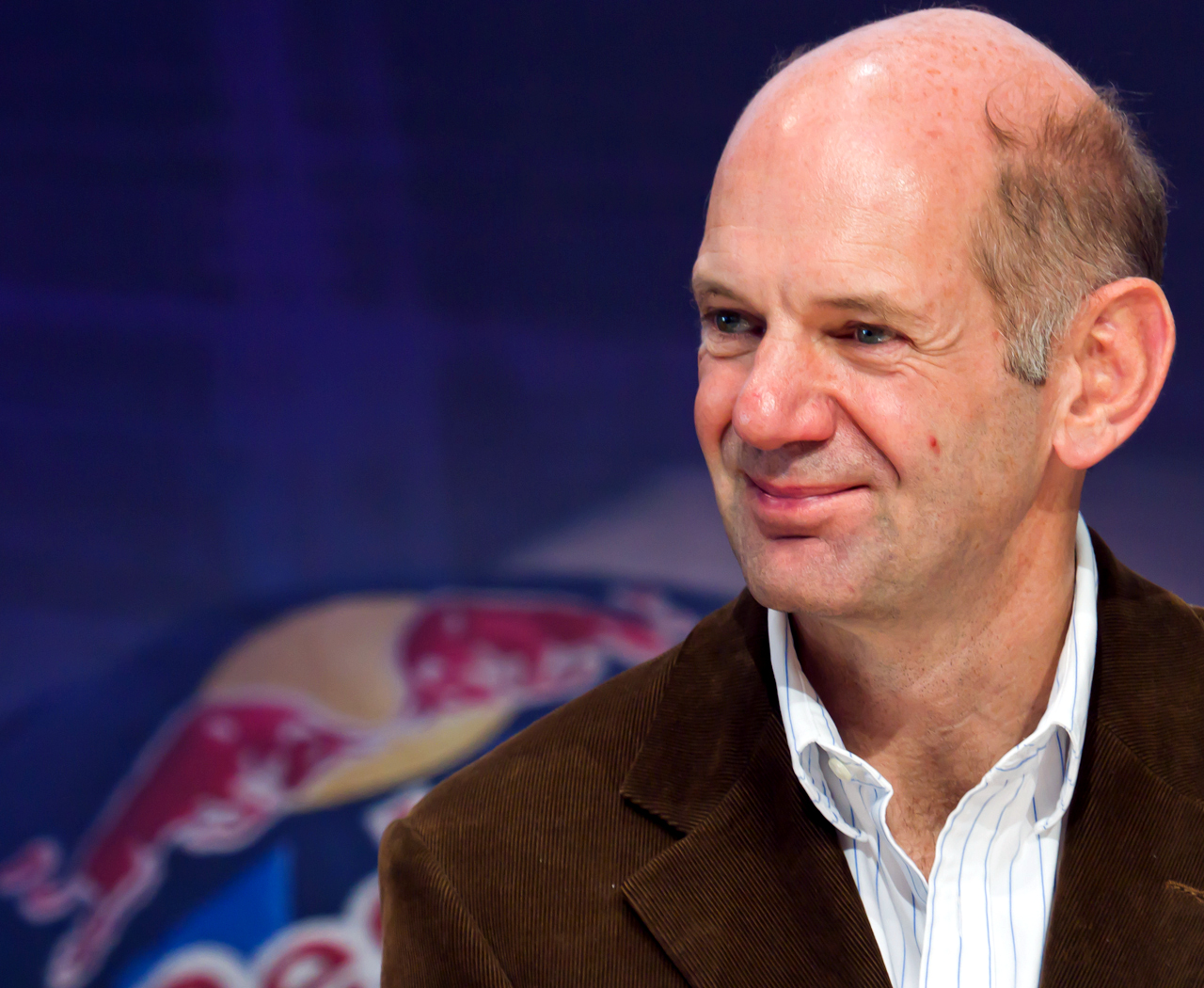
Adrian Newey (2011)

Adrian Martin Newey, OBE (* 26. Dezember 1958 in Stratford-upon-Avon, Warwickshire, England) ist ein britischer Motorsportingenieur und seit den frühen 1980er Jahren in der Formel 1 tätig. Er war von 2006 bis 2024 Leiter von Red Bull Technology, der Design-Abteilung des Formel-1-Rennstalls Red Bull Racing. 2025 schloss sich Newey Aston Martin an. Zuvor war er bereits als Technischer Direktor für namhafte Teams wie Williams und McLaren tätig und zeichnete für zahlreiche Erfolge und insgesamt über 200 Grand-Prix-Siege mitverantwortlich.
Newey gilt in der Formel-1-Szene als „Design-Guru“, da von ihm entworfene Rennwagen zumeist ein Erfolgsgarant waren. Seit Beginn der 1990er Jahre gewannen seine Fahrzeuge 14 Fahrer- und zwölf Konstrukteurs-Weltmeistertitel sowie acht bzw. sieben Vizetitel.

## Karriere
1980 schloss Newey seine Ausbildung zum Luftfahrt-Ingenieur an der University of Southampton mit höchster Auszeichnung ab. Direkt im Anschluss begann er seine Arbeit im Motorsport zunächst in der Formel 1 beim Fittipaldi-Team, für das er die Aerodynamik des Fittipaldi F8 überarbeitete, und später bei March als Renningenieur in der Formel-2-Europameisterschaft. Im March-Werksteam betreute er 1982 das Auto von Johnny Cecotto, der im Laufe der Saison wiederholt die Fahrerwertung anführte und den Meistertitel im letzten Rennen an seinen Teamkollegen Corrado Fabi verlor. Gleich sein erstes Projekt, der March GTP, war ein sehr erfolgreiches Design, mit dem einige Rennen gewonnen werden konnten.
Ab 1983 wechselte er bei March zum IndyCar-Projekt. Sein 85C-Chassis war in den folgenden Jahren ebenfalls sehr erfolgreich. Ende der 1980er-Jahre wurde er für March in der Formel 1 aktiv, wo er insbesondere einige Verbesserungen der Aerodynamik erreichte. Hier bekam er erstmals den Rang eines Technischen Direktors für ein Formel-1-Team.
Als 1990 die Erfolge von March aufgrund der chronischen Unterfinanzierung zurückgingen, wurde Newey entlassen, aber sofort bei Williams eingestellt. Dort war er Anfang der 1990er-Jahre an den erfolgreichen Konstruktionen maßgeblich beteiligt.
Zu den schwärzesten Stunden Neweys gehört der Unfall Ayrton Sennas beim Großen Preis von San Marino 1994 und die danach folgenden Gerichtsverfahren. Die Unfallursache ist bis heute nicht vollständig geklärt, eine Fehlkonstruktion von Newey bei der Lenksäule wird immer wieder als mögliche Ursache genannt. Er dachte kurzzeitig über einen Rücktritt nach, blieb der Formel 1 dann aber doch erhalten. Im April 2014 gestand er einen Konstruktionsfehler als mögliche Unfallursache ein. Die Seitenkästen des Fahrzeugs waren zu lang, was einen Strömungsabriss beim Aufsetzen des Wagens bei Bodenwellen und ein Ausbrechen des Hecks zur Folge hatte. Sennas Lenkkorrektur habe dann ein Abbiegen des Autos zur Folge gehabt. Eine Korrektur der Seitenkästen war vorgesehen, konnte aber nicht zeitgerecht für das Rennen in Imola umgesetzt werden.
1997 wechselte er zu McLaren, wo er entscheidend an den Erfolgen der folgenden Jahre beteiligt war.
Anfang 2006 wechselte Newey als Technischer Direktor zum relativ neuen Team Red Bull Racing. Das Team gewann von 2010 bis 2013 viermal die Konstrukteursweltmeisterschaft und Sebastian Vettel erzielte in diesem Zeitraum ebenfalls vier Weltmeistertitel im Red Bull. Zudem wurde Max Verstappen von 2021 bis 2024 Fahrerweltmeister und Red Bull Racing in den Jahren 2022 und 2023 erneut Konstrukteursweltmeister. Anfang Mai 2024 wurde der Abschied Neweys von Red Bull Racing zum ersten Quartal 2025 bekannt.
Seit 2019 ist er Renn-Designer bei Veloce Racing.

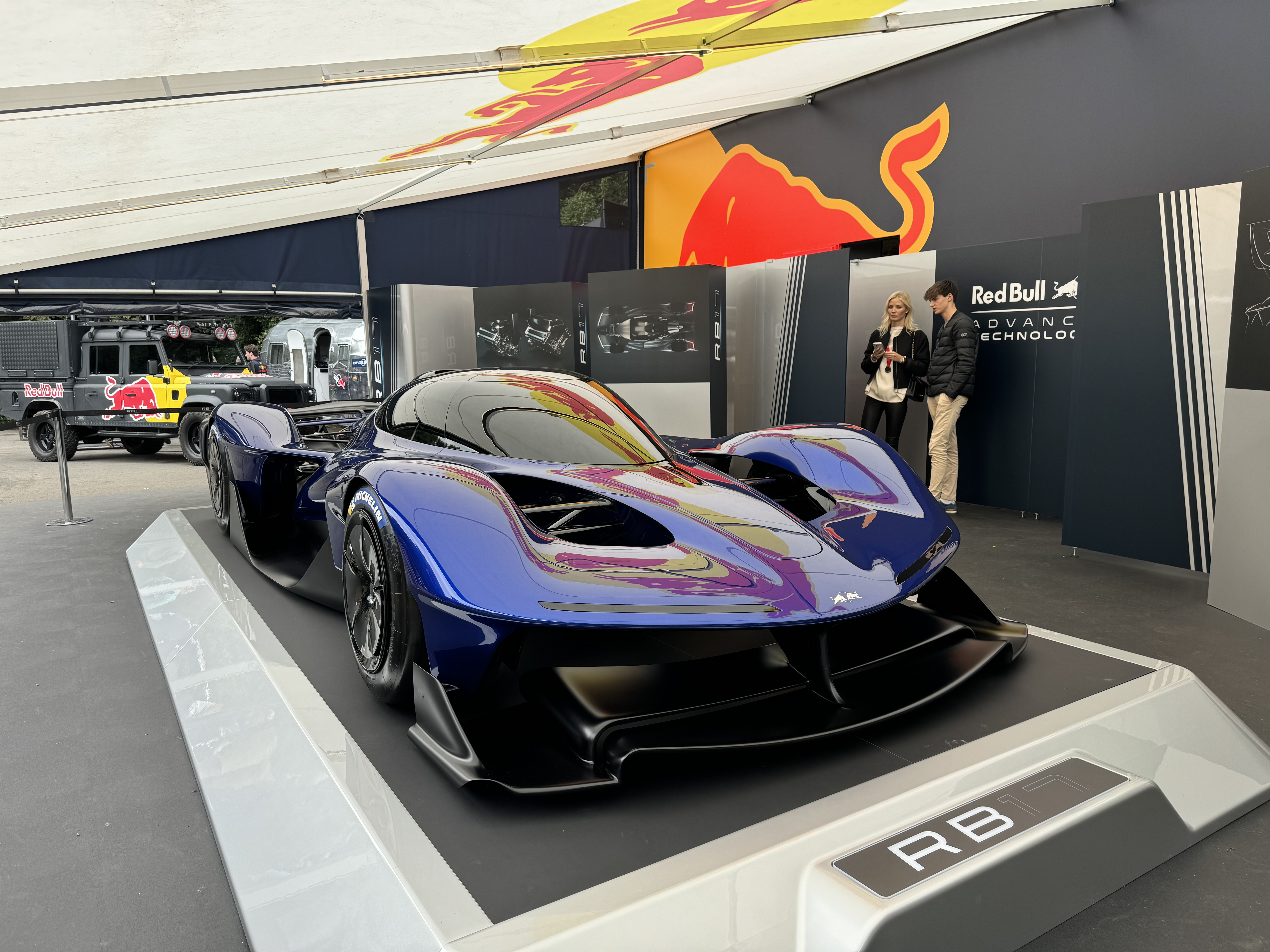
Red Bull Racing RB17

Auf dem Goodwood Festival of Speed im Juli 2024 wurde der Supersportwagen RB17 von Red Bull Racing vorgestellt, bei dessen Entwicklung Newey einen entscheidenden Anteil hatte.
Am Dienstag, 10. September 2024 wurde sein Wechsel zu Aston Martin F1 Team bekannt gegeben. Am 3. März 2025 übernahm er die Rolle des Managing Technical Partners.

## Persönliche Rennsportaktivitäten
Adrian Newey ist auch selbst ein begeisterter Sportwagensammler und -fahrer. So nahm er schon mehrfach bei den Le-Mans-Legend-Rennen teil. 2006 fuhr er mit einem Ford GT40 mit, zerstörte allerdings den Wagen und verletzte sich am Finger. Später verunglückte er auch mit einem Jaguar E-Type beim Goodwood Revival Meeting.
2007 wandte er sich den modernen Autorennen zu und wurde Fahrer im AF Corse Team, das bei dem 24-Stunden-Rennen von Le Mans mit einem Ferrari F430 teilnahm. Newey und seine Fahrerkollegen wurden insgesamt 22. und 4. in ihrer Klasse.

## Persönliches
Neweys Sohn Harrison Newey ist Automobilrennfahrer.

## Statistik

### Formel-1-Weltmeistertitel
Bisher gewannen von Newey designte Autos vierzehn Fahrer- und zwölf Konstrukteurs-Weltmeistertitel.
| Jahr | Konstrukteur | Fahrzeug | Fahrertitel | Konstrukteurstitel |
| ---- | ------------ | -------- | ----------- | ------------------ |
| 1992 | Williams     | FW14B    | ✓           | ✓                  |
| 1993 | Williams     | FW15C    | ✓           | ✓                  |
| 1994 | Williams     | FW16     |             | ✓                  |
| 1996 | Williams     | FW18     | ✓           | ✓                  |
| 1997 | Williams     | FW19     | ✓           | ✓                  |
| 1998 | McLaren      | MP4/13   | ✓           | ✓                  |
| 1999 | McLaren      | MP4/14   | ✓           |                    |
| 2010 | Red Bull     | RB6      | ✓           | ✓                  |
| 2011 | Red Bull     | RB7      | ✓           | ✓                  |
| 2012 | Red Bull     | RB8      | ✓           | ✓                  |
| 2013 | Red Bull     | RB9      | ✓           | ✓                  |
| 2021 | Red Bull     | RB16B    | ✓           |                    |
| 2022 | Red Bull     | RB18     | ✓           | ✓                  |
| 2023 | Red Bull     | RB19     | ✓           | ✓                  |
| 2024 | Red Bull     | RB20     | ✓           |                    |

### Le-Mans-Ergebnisse
| Jahr | Team     | Fahrzeug       | Teamkollege | Teamkollege | Platzierung |
| ---- | -------- | -------------- | ----------- | ----------- | ----------- |
| 2007 | AF Corse | Ferrari 430 GT | Joe Macari  | Ben Aucott  | Rang 22     |